# Phlox condensata
Phlox condensata är en blågullsväxtart. Phlox condensata ingår i släktet floxar, och familjen blågullsväxter.

## Underarter
Arten delas in i följande underarter:
- P. c. condensata
- P. c. covillei

## Bildgalleri

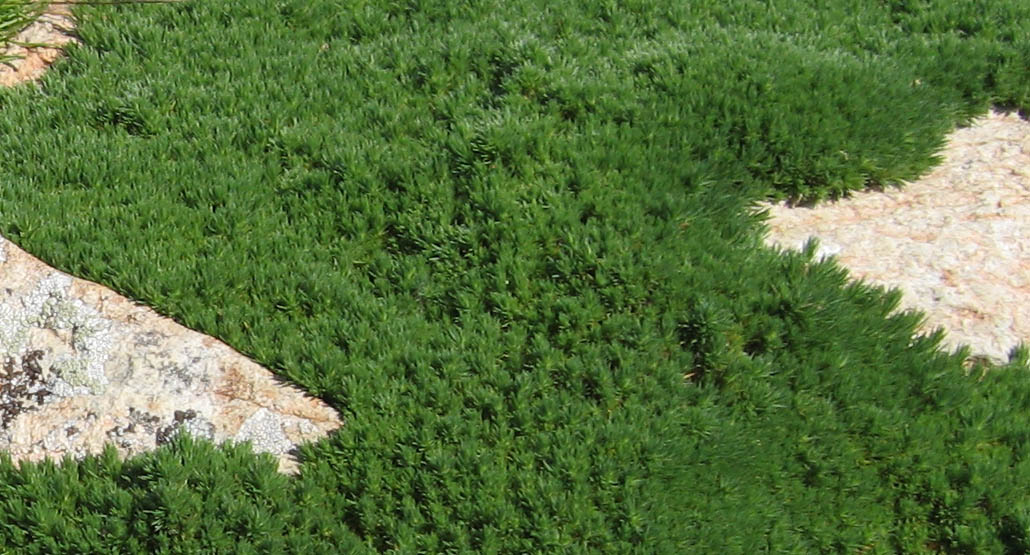
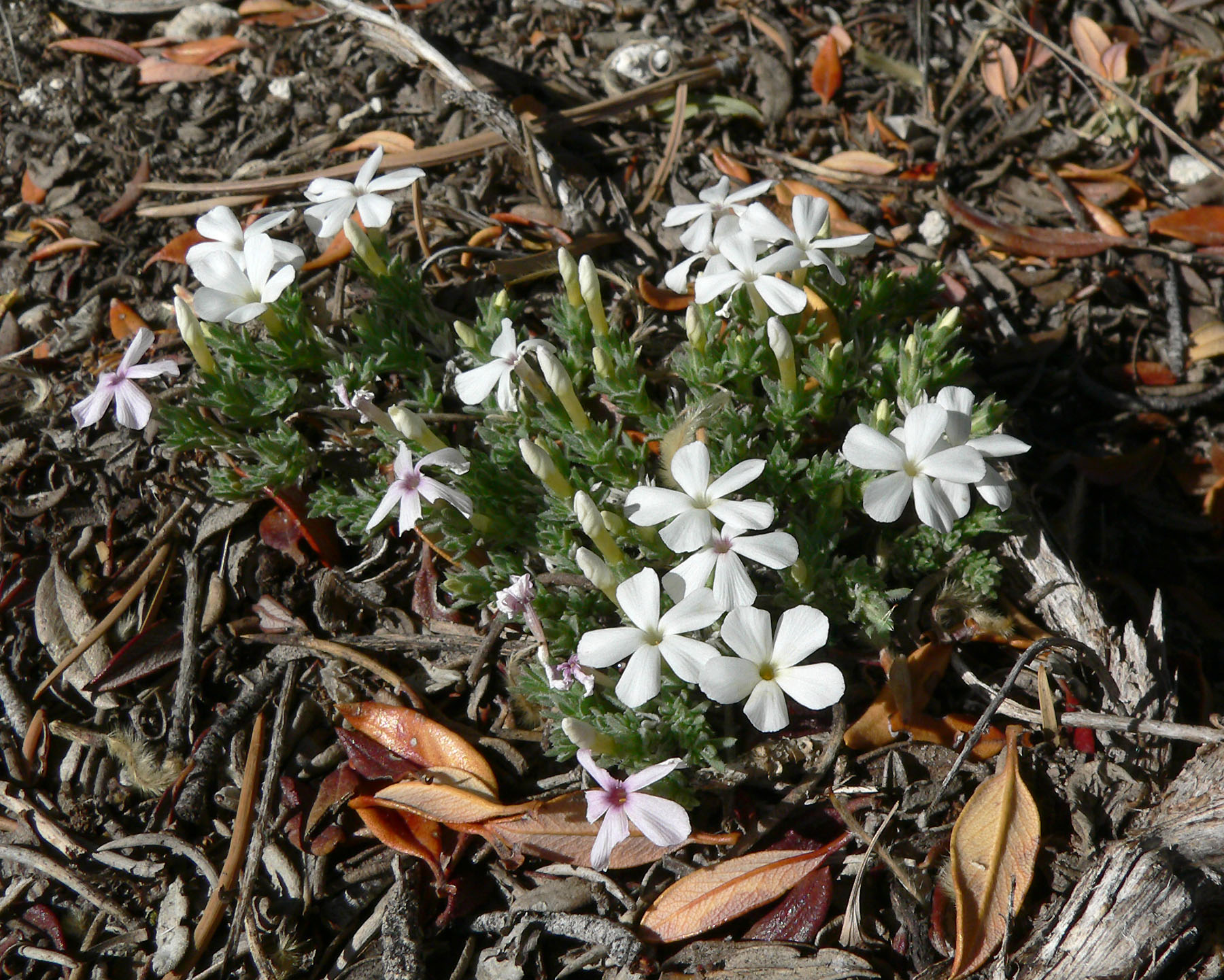
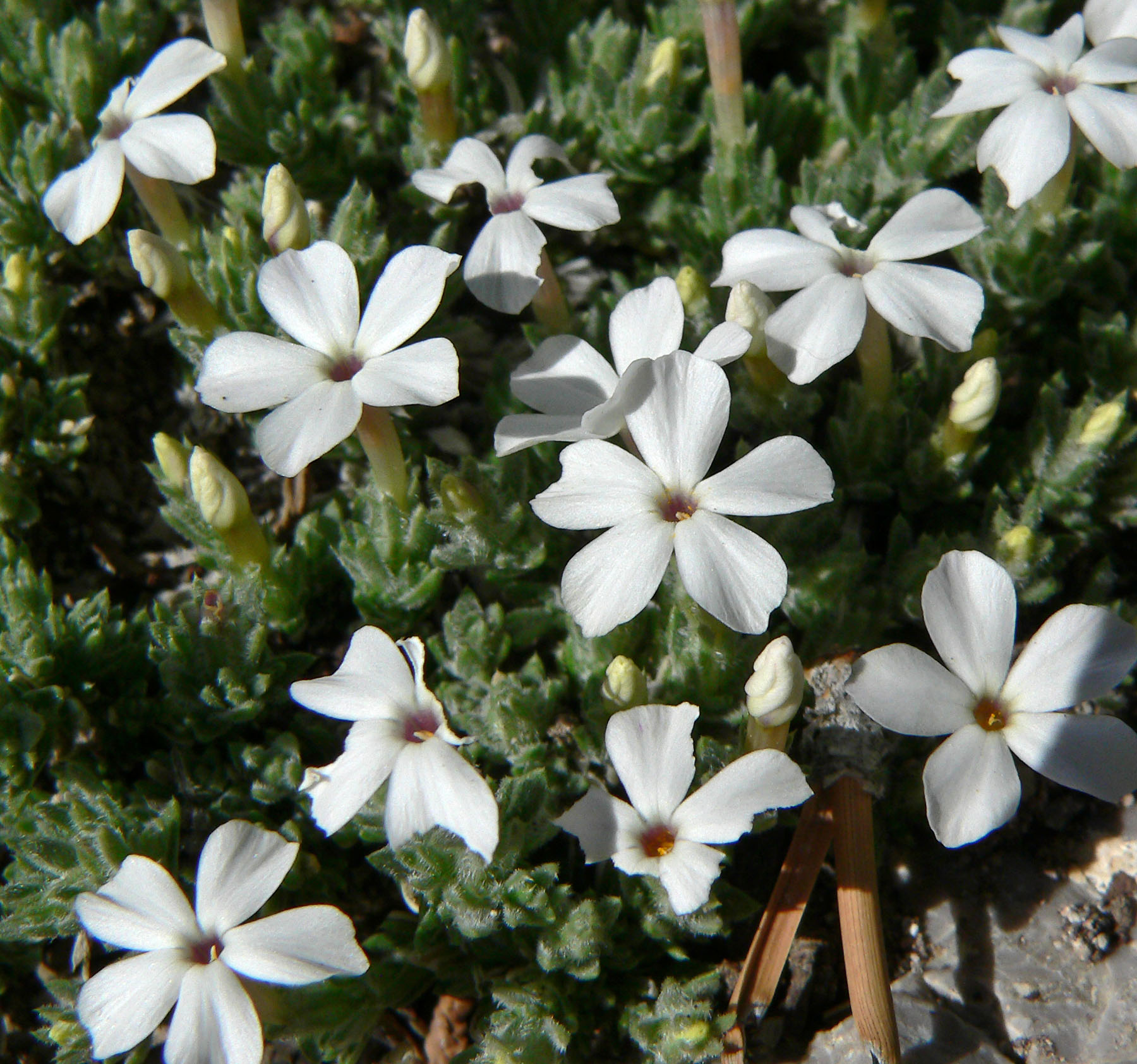
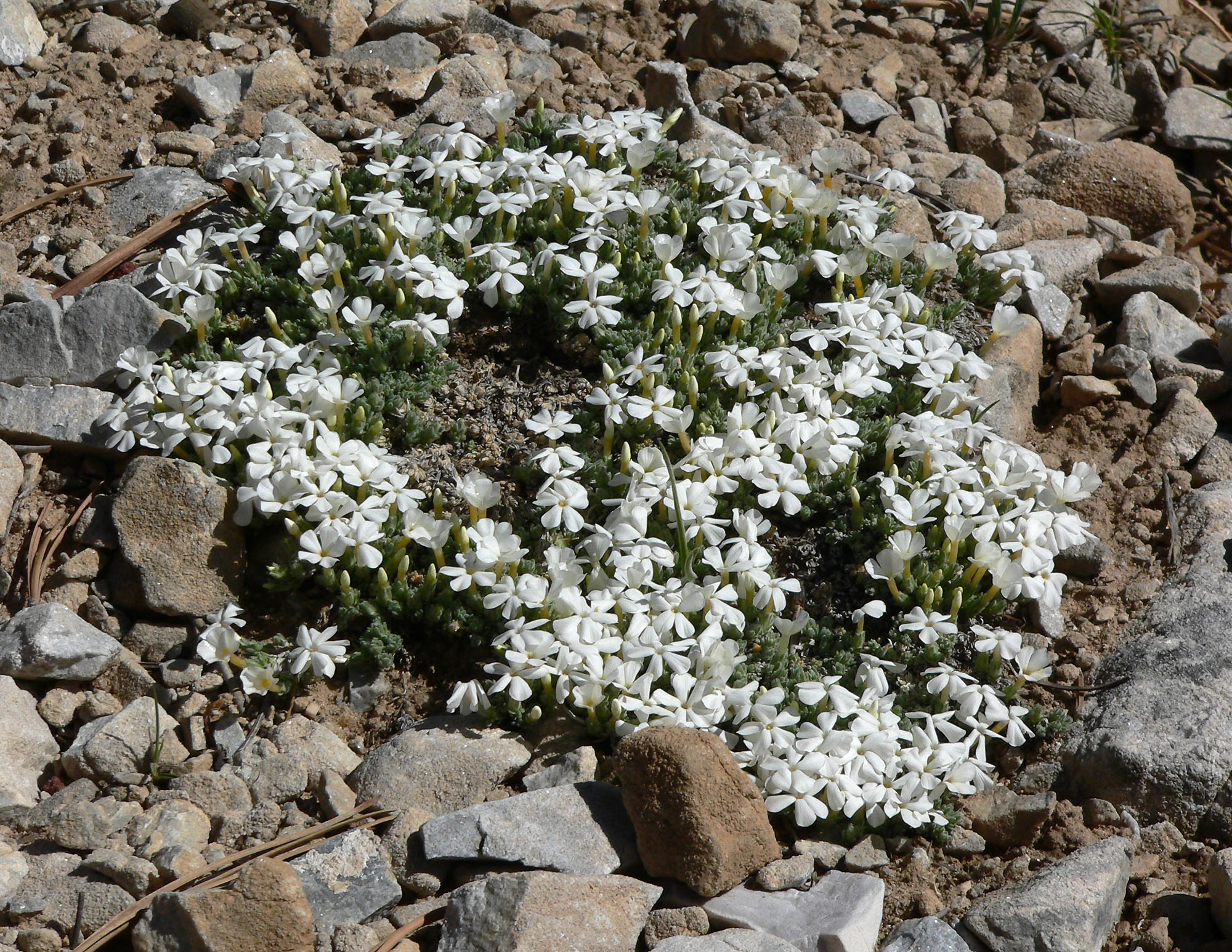
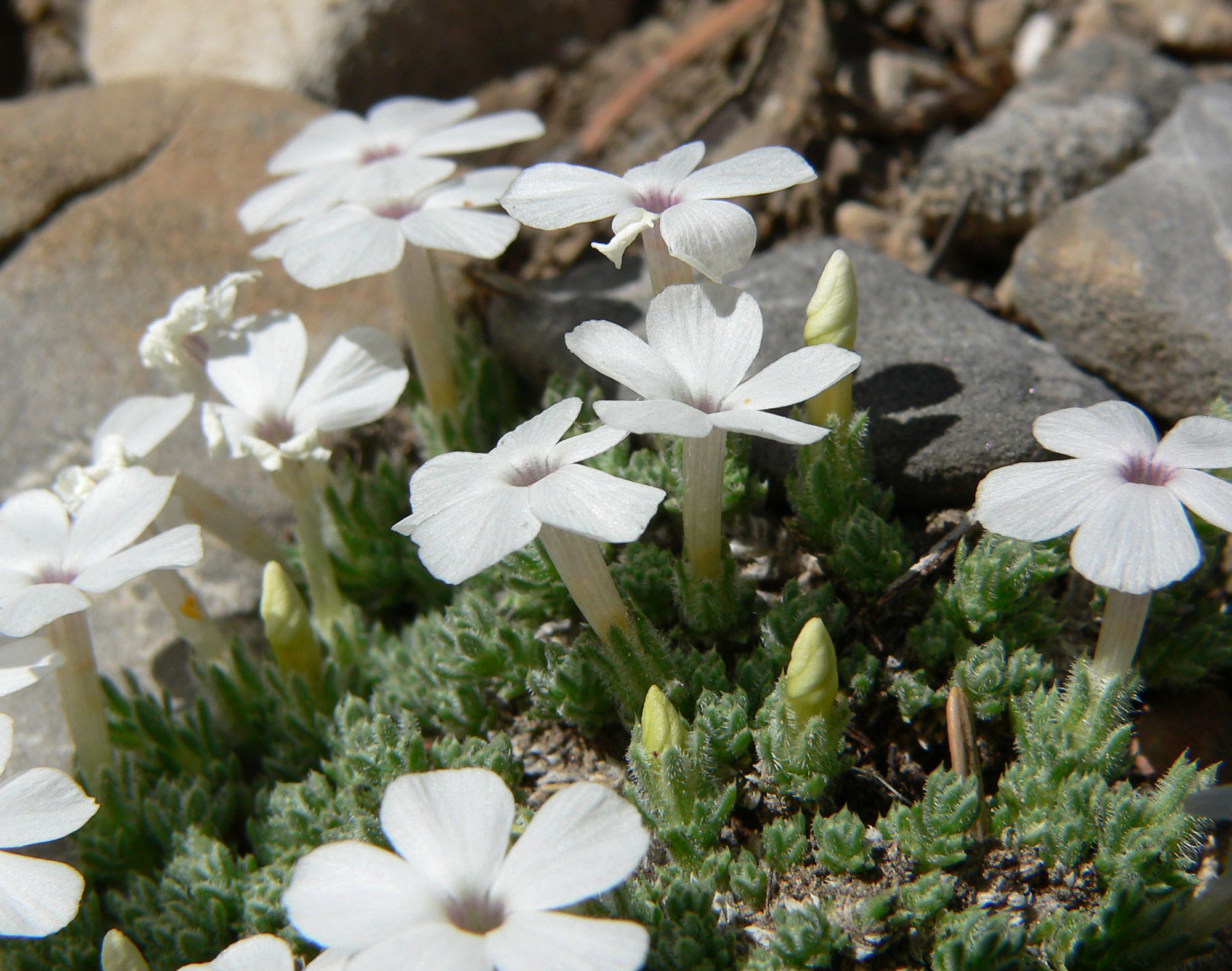
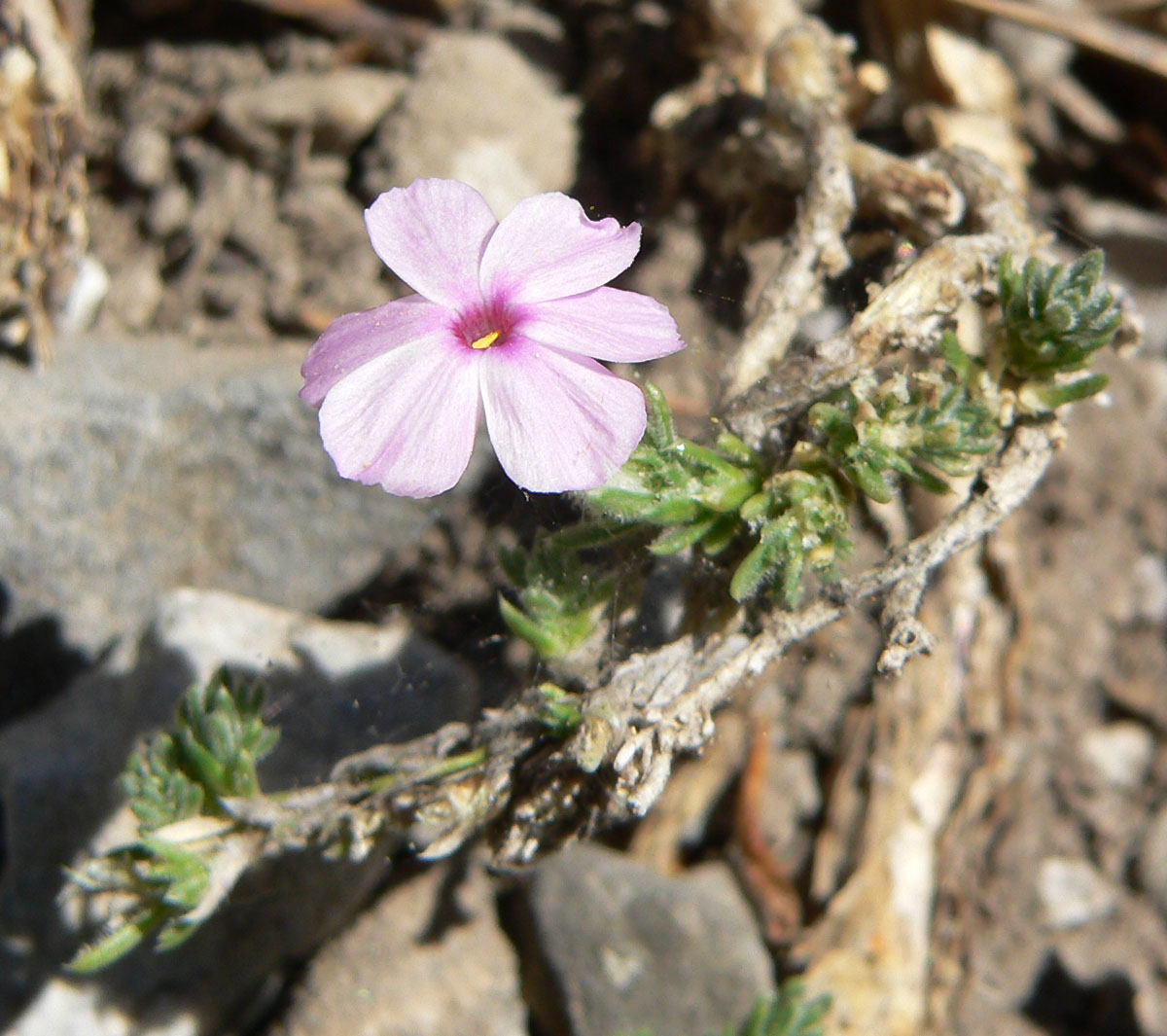